# ウィッチャー3 ワイルドハント - 血塗られた美酒
『ウィッチャー3: ワイルドハント - 血塗られた美酒』（ちぬられたびしゅ、英題：The Witcher 3: Wild Hunt – Blood and Wine）は、2015年にポーランドのCD Projekt REDが開発及び販売したアクションロールプレイングゲーム（ARPG）『ウィッチャー3 ワイルドハント』の拡張パックの1つ。2015年4月7日に2つの拡張パックがリリース予定であることが発表され、本作は第2弾にあたる。2016年5月31日にMicrosoft Windows、PlayStation 4、Xbox One向けに、2019年10月15日にNintendo Switch版が発売された。2021年にはPlayStation 5とXbox Series X/Sでもリリースされる予定である。主人公のリヴィアのゲラルトは、旧知の女公爵アンナ・ヘンリエッタの依頼を受けて、ワインと騎士が有名な彼女の領地で、戦争とは無縁のトゥサン公国を訪れ、元騎士の名士たちを惨殺する謎の怪物の正体を追うというシナリオである。この拡張版は批評家から広く評価され、数々の賞を受けた。

## プロット
本編と同様、ゲームシステム上、プレイスタイルによって下記のシナリオは一部が前後したり変わったりする。
リヴィアのゲラルトは、旧知のアンナ・ヘンリエッタ女公爵の依頼を受け、最近現れたという謎の化物を退治するため、彼女の領地であるトゥサン公国に向かう。内容は2人の元騎士の名士が不可解な方法で惨殺されたというものであり、ゲラルトが公国に到着すると、ちょうど3人目の犠牲者も出たところであった。事件を捜査する中でゲラルトは下級吸血鬼に襲われつつ、一連の事件がトゥサンの騎士が誓わねばならない5つの美徳に見立てられた犯行だとわかる。ゲラルトは4人目のターゲットに気づき彼を守ろうとするもわずかに間に合わず、現場から逃亡する犯人を追う。追いつくも犯人は絶大な戦闘能力を持つ上級吸血鬼であり、ゲラルトはまったく歯が立たず危機に陥るが、旧知の上級吸血鬼レジスが現れて助けられ、犯人の吸血鬼は去る。
レジスによれば犯人の吸血鬼はデトラフと言い、死んだと思われていた自分が蘇ることができたのも彼のおかげだという。レジスによれば、デトラフは人間の思考とは異なるものの吸血鬼としては珍しいほど義理堅く、理性的な存在であると言い、そんな彼が今回のような事件を起こすのはおかしいと指摘する。レジスは恩人を救うためにもゲラルトと一緒に行動し、真相を探ることを決め、やがてデトラフは最愛の人間の女性レナを守るため何者かに命じられて今回の事件を起こしたことが判明する。一方、ゲラルトは公爵家のみに許された高級ワインの線から、とある貴族がデトラフに命令を出していた事件の黒幕らしいこと、さらに彼が、公爵の表向き死んだと思われていた姉シアンナを幽閉しているらしいことがわかる。シアンナは生まれた日が不吉というだけで実父である先代公爵にも疎まれて幼少のみぎりに追放され、不遇な生涯を送ったということであったが、現公爵はその姉を不憫に思い、身を案じていた。
黒幕と思わしき貴族の屋敷をデトラフらと襲撃したゲラルトであったが、実際にはシアンナが黒幕であり、レナの振りをしてデトラフに命じて自分を苦しめた者たちに復讐しようとしていた。真相を知ったデトラフは怒り、シアンナの身柄を要求するが、公爵はこれを拒絶する。デトラフは報復として、配下の下級吸血鬼たちの大群に命じてトゥサンの城下町を襲わせる。この事態を解決するため、プレーヤーは公爵に匿われたシアンナを見つけ出してデトラフに引き渡すか（ただし彼女の命は保証する）、「見えざる者」と呼ばれるデトラフやレジスよりさらに高位の最上級吸血鬼の助けを借りることになる。前者の場合、ゲラルトは絵本の中のおとぎ話の世界に入り、その中に逃げ込んだシアンナを見つけ出してデトラフが待つ場所に連れて行く。また一連の経緯の中で彼女の詳しい過去を知ることになる。後者を選んだ場合、危機に陥りながらも、「見えざる者」の助力を得ることに成功し、彼の命令でデトラフは呼び出される。いずれの場合にしても、ゲラルトはレジスと共にデトラフと戦うことになり、死闘の末に彼を討ち滅ぼす。
これですべては終わったかに見えたが、ゲラルトとレジスはまだ事件には不明な部分があることに気づく。これを調べることを選択した場合、シアンナには5人目の標的がいることがわかり、それは実妹の公爵であることが判明する。
シナリオの結末はプレーヤーのそれまで選択によって大きく3つのエンディングに分かれる。終盤の騒動でシアンナが死亡した場合、激怒した公爵はゲラルトを牢獄に閉じ込める。これはやがて親友ダンデリオンの口添えで釈放される。それ以外の結末はシアンナが公爵を許せるかで分岐し、最悪の場合は共に死亡してしまう。
今度こそすべてが終わるがレジスは成り行き上とはいえ禁忌の同族殺しを行ったため、同地にはいられなくなり放浪の旅に出なくてはならないという。ゲラルトは親友と今後の健闘を祈って夜の墓場で酒を酌み交わし、日の出を前に別れる。

### トゥサン公国
この拡張版の舞台となるトゥサン公国は、若い女傑アンナ・ヘンリエッタ女公爵が治めるニルフガード帝国傘下の南部の内陸国である。本編の北方の戦争とは無縁の風光明媚な土地で、ワインが名産。また、騎士道が重んじられている。
アンドレイ・サプコフスキによる原作小説の舞台の1つであり（『ウィッチャーV 湖の貴婦人』）、この時の一件によってゲラルトはアンナと面識があり、ウィッチャーとして信頼を得ている。

## ゲーム内容
ゲーム内容はオリジナルのストーリーや専用クエストが加えられたことを除けば、本編とあまり変わりはないが、トゥサン公国という1つの大きなマップが追加されたことと、いくつかのシステムの追加がある。まず、変異体のシステムが一新され、特定の変異を解除するためのアイテムも追加された。また、防具の染色が可能になった。本作のメインシナリオを進めると公爵よりコルヴォ・ビアンコ・ブドウ園を報酬として与えられ、これはゲラルトの拠点として、いくつかアップグレードも可能である。また本編を完了している、かつ、伴侶（イェネファーかトリス）を選んでいる場合、彼女がやってきて同居する。
また、本作のマップ上のポイントでは従来の山賊の拠点以外に、武装商人団の拠点が追加され、従来より規模の大きな敵集団と戦うことができる。

## リリース
2015年4月7日、CDProjektは『ウィッチャー3』には2つの拡張パックをリリースする予定であることを発表した。最初の拡張パックが『無情なる心』であり、第2弾が本作である。本作は2016年5月31日にリリースされた。

## 評価
レビュー収集サイト「Metacritic」によよれば『血塗られた美酒』は批評家から「普遍的な称賛」を受けた。
多くの批評家はCD Projekt Redが、リヴィアのゲラルトの物語を終わらせたことや、本作の追加分の内容の濃さを評価しており、新しいプロジェクトになるかもしれないという意見もあった 。
PC Gamerに掲載されたTom Seniorのレビューでは、開発者がこのような濃い内容の拡張版を作ったことを称賛し、このままリリースされ続ければ2020年になってもウィッチャーをプレイし続けているだろうと述べている。またSeniorはシリーズに終止符を打ったことを評価している 。
The EscapistのライターであるSteven Bogosは、全体的には良い拡張版であったが、これまでのウィッチャー作品のような「世界を救う」といった冒険的なストーリーではなかったと述べている。また、リヴィアのゲラルトとの別れはあなたの顔に笑顔を残すだろうと付け加えた 。
Rock, Paper, ShotgunのRichard Cobbettは、本作はCD Projekt Redの最高傑作ではないと主張した。また、ストーリーは良いが『無情なる心』ほどではなかったと評した 。
DestructoidのChris Carterは、Cobbettの評価とは反対に、『血塗られた美酒』は、「洗練された細長いクエスト」のように感じられた『無情なる心』よりも優れていると評した。また、本作は十分に広大であり、新作といえるほどであったと述べている。
GameSpotのレビューでKevin VanOrdは、「『血塗られた美酒』は、テーマ的には前作と同様に暗いものがある」と述べているが、『ウィッチャー3』の他の側面と比較すればそれほど厳しいものでもないと述べている 。
IGNのLeif Johnsonは、序盤の展開が遅いため最初は疑問を抱いたが、始めて数時間のうちに「惚れ込んだ（love it）」と述べている 。
ShacknewsのライターであるJosh Hawkinsは、いくつかの問題とバグが起きたと述べたものの、強く問題視するようなものはあまりなかったという。全体としてシリーズに対するよい拡張版であると述べた。
Hawkinsと同様にUSgamerのMike Williamsは、全体的に良い拡張であり、リヴィアのゲラルトへの別れは成功したと述べた。